# Carta Canadense dos Direitos e das Liberdades

A Carta Canadense dos Direitos e das Liberdades é uma carta de direitos e liberdades, que não pode ser alterada facilmente, que faz parte da Constituição do Canadá adotado em 1982. Seu propósito é proteger os direitos de cidadãos canadenses de ações e regras em todos os níveis de governo. Seu predecessor, a Carta de Direitos Canadense de 1960, foi introduzida pelo governo do primeiro-ministro John George Diefenbaker, possuía mais limitações, e modificações podiam ser feitas facilmente pela Câmara dos Comuns do Canadá. A atual Carta Canadense dos Direitos e das Liberdades provém dos direitos humanos e da liberdade de movimento enunciado na Declaração Universal dos Direitos Humanos das Nações Unidas.

## Direitos e Liberdades
Os direitos e liberdades consagrados em 34 seções da Carta incluem:

### Liberdades fundamentais

#### Seção 2
Lista o que a Carta chama de "liberdades fundamentais", nomeadamente, liberdade de consciência/pensamento , liberdade de religião e crença , liberdade de expressão , liberdade de imprensa e de outros meios de comunicação, liberdade de reunião pacífica e liberdade de associação. Na jurisprudência, esta cláusula é citada como a razão para a neutralidade religiosa do estado.

### Direitos democráticos
Geralmente, o direito de participar de atividades políticas e o direito a uma forma democrática de governo são protegidos:

#### Seção 3
O direito de votar e de ser elegível para servir como membro da Câmara dos Comuns do Canadá e das assembleias legislativas provinciais e territoriais.

#### Seção 4
A duração máxima do mandato da Câmara dos Comuns e das assembleias legislativas é fixada em cinco anos.

#### Seção 5
É necessária uma sessão anual do Parlamento e das legislaturas.

### Direitos de mobilidade

#### Seção 6
Protege os direitos de mobilidade dos cidadãos canadenses, que incluem o direito de entrar, permanecer e sair do Canadá. Cidadãos e residentes permanentes têm a capacidade de se mudar e fixar residência em qualquer província para buscar ganhar a vida.

### Direitos legais
Os direitos das pessoas no trato com o sistema de justiça e a aplicação da lei são protegidos:

#### Seção 7
Direito à vida, à liberdade e à segurança da pessoa.

#### Seção 8
Proteção contra busca e apreensão injustificadas .

#### Seção 9
Proteção contra detenção ou prisão arbitrária.

#### Seção 10
Direito à assistência jurídica e à garantia do habeas corpus.
Seção 11
Direitos em questões criminais e penais, como o direito de ser presumido inocente até que se prove a culpa.

#### Seção 12
Direito de não ser sujeito a punições cruéis e incomuns.

#### Seção 13
Direitos contra a autoincriminação.

#### Seção 14
Direito a um intérprete em um processo judicial.

### Direitos de igualdade

#### Seção 15
igualdade de tratamento perante a lei, e igual proteção e benefício da lei sem discriminação.

### Direitos de linguagem
Geralmente, as pessoas têm o direito de usar o idioma inglês ou francês nas comunicações com o governo federal do Canadá e certos governos provinciais. Especificamente, as leis de idioma na Carta incluem:

#### Seção 16
Inglês e francês são as línguas oficiais do Canadá e de Nova Brunswick.

#### Seção 16.1
As comunidades de língua inglesa e francesa de Nova Brunswick têm direitos iguais às instituições educacionais e culturais .

#### Seção 17
o direito de usar qualquer idioma oficial no Parlamento ou na legislatura de Nova Brunswick.

#### Seção 18
Os estatutos e procedimentos do Parlamento e da legislatura de New Brunswick devem ser impressos em ambas as línguas oficiais.

#### Seção 19
Ambas as línguas oficiais devem ser usadas nos tribunais federais e de New Brunswick.

#### Seção 20
O direito de se comunicar e ser atendido pelos governos federal e de New Brunswick em qualquer idioma oficial.

#### Seção 21
Outros direitos constitucionais de linguagem fora da Carta em relação ao inglês e ao francês são mantidos.

#### Seção 22
Os direitos existentes para usar línguas além do inglês e do francês não são afetados pelo fato de que apenas o inglês e o francês têm direitos linguísticos na Carta . (Portanto, se houver algum direito de usar línguas indígenas em qualquer lugar, eles continuariam a existir, embora não tivessem proteção direta sob a Carta .)

### Direitos de educação em línguas minoritárias

#### Seção 23
direitos de certos cidadãos pertencentes a comunidades minoritárias de língua francesa e inglesa de terem seus filhos educados em sua própria língua.

### Outras seções
As disposições restantes ajudam a esclarecer como a Carta funciona na prática.

#### Seção 24
Estabelece como os tribunais podem fazer cumprir a Carta .

#### Seção 25
Afirma que a Carta não derroga os direitos e liberdades indígenas existentes. Os direitos indígenas, incluindo direitos de tratado, recebem proteção constitucional mais direta sob a seção 35 do Constitution Act, 1982.

#### Seção 26
Esclarece que outros direitos e liberdades no Canadá não são invalidados pela Carta .

#### Seção 27
Exige que a Carta seja interpretada num contexto multicultural.

#### Seção 28
Afirma que todos os direitos da Carta são garantidos igualmente a homens e mulheres.

#### Seção 29
Confirma que os direitos das escolas separadas são preservados.

#### Seção 30
Esclarece a aplicabilidade da Carta nos territórios.

#### Seção 31
Confirma que a Carta não amplia os poderes dos legislativos.

#### Seção 34
Afirma que a Parte I da Lei Constitucional de 1982 , contendo as primeiras 34 seções da Lei, pode ser coletivamente referida como a " Carta Canadense de Direitos e Liberdades ".